# Mandira, Alur
Mandira là một làng thuộc tehsil Alur, huyện Hassan, bang Karnataka, Ấn Độ.